# Atlético Nacional
Club Atlético Nacional S.A. (eller bare Atlético Nacional) er en colombiansk fodboldklub fra landets næststørste by Medellín. Klubben spiller i landets bedste liga, Categoría Primera A, og har hjemmebane på stadionet Estadio Atanasio Girardot. Klubben blev grundlagt den 7. marts 1947, og har siden da vundet 15 mesterskaber og to pokaltitler. 
Atléticos største rivaler er en anden Medellín-klub, Independiente.

## Titler
- Categoría Primera A (17): 1954, 1973, 1976, 1981, 1991, 1994, 1999, 2005 (Apertura), 2007 (Apertura), 2007 (Finalización), 2011 (Apertura), 2013 (Apertura), 2013 (Finalización), 2014 (Apertura), 2015 (Finalización), 2017 (Apertura), 2022 (Apertura)

- Copa Colombia (5): 2012, 2013, 2016, 2018, 2021

- Super Liga Colombiana (2): 2012, 2016

- Copa Libertadores (2): 1989, 2016

- Recopa Sudamericana (1): 2017

## Kendte spillere
| - Oscar Rossi - Sergio Santín - Pedro Sarmiento - Luis Fernando Suárez - Ramón Bóveda - César Cueto - Gabriel Gómez - Luis Fernando Herrera - José Luis Brown - Nelson Gutiérrez - Gustavo Benítez - René Higuita - John Jairo Tréllez - Andrés Escobar - Leonel Álvarez - Faustino Asprilla |  | - Albeiro Usuriaga - Hernán Gaviria - Diego Osorio - Mauricio Serna - Juan Pablo Ángel - Iván Córdoba - Andrés Estrada - Aquivaldo Mosquera - Juan Camilo Zúñiga - Jorge Serna - Leonardo Fernández - David Ospina - Iván Hurtado - Víctor Ibarbo - Juan Fernando Quintero - Alexander Mejía |